# Sugar Ray Leonard
Sugar Ray Leonard, cujo verdadeiro nome é Ray Charles Leonard (Wilmington, Carolina do Norte, 17 de maio de 1956) é um ex-pugilista norte-americano.
Foi campeão olímpico e profissional e ficou três anos afastado em razão de uma operação na retina esquerda, depois de conquistar os dois títulos mundiais nas categorias dos meio-médios e dos médio-ligeiros. Retornou em 1987 e ficou com o título em  três categorias:  médios, supermédios e meio pesados. Seu recorde foi: 40 lutas, 36 vitórias, 25 por nocaute, 3 derrotas, 1 empate.